# St. Jakob (Schwäbisch Hall)

St. Jakob und St. Michael, Ausschnitt aus der Stadtansicht von Hans Schreyer im Haalamt

St. Jakob in Schwäbisch Hall war eine Klosterkirche an der Stelle des heutigen Haller Rathauses. Ihr Chor ragte in den heutigen Marktplatz hinein.

## Beschreibung
Das als „älteste Kirche oder Kapelle der Stadt“ geltende Gotteshaus existierte bereits vor der Gründung des Komburger Klosters. Es ging vermutlich auf eine Stiftung der Grafen der Komburg aus dem 11. Jahrhundert zurück und war Filialkapelle von Steinbach in Verbindung mit einem Benediktinerkloster. Die romanische Basilika zeichnete sich durch ihr langes Kirchenschiff mit weitausladenden Kreuzarmen und einen Vierungsturm aus. Architektonisch teilte sie viele Gemeinsamkeiten mit der 1108 von Graf Heinrich von Komburg-Rothenburg gestifteten Kirche St. Ägidien, der Klosterkirche vom Frauenkonvent Kleinkomburg.
Am 7. April 1236 überließ die Abtei Komburg die Jakobskirche („capella sancti Jacobi“, Basilika) den Franziskanern, die darin ihr Barfüßerkloster einrichteten. In der Kirche wurden neue Altäre aufgestellt. Ablässe zugunsten der Heiligen Franziskus, Antonius und Klara sind belegt. In der zweiten Hälfte des 13. Jahrhunderts und am Anfang des 14. Jahrhunderts wurde die Klosteranlage ausgebaut, wobei König Albrecht die Stadt noch im Jahre 1307 dazu ermahnen sollte, die Barfüßer nicht am Bauen zu hindern.
Das Kloster wurde 1524 wegen der Einführung der Reformation aufgelöst und diente anschließend als Lateinschule. 1533 ließ die Stadt das Beinhaus abbrechen. Ein Jahr danach wurden der Chor, der Friedhof und der Kreuzgang abgerissen. Zerstört wurden ebenso das Refektorium und die Mauer um den Klosterbezirk. Lediglich das Langhaus blieb unangetastet und erhielt außerdem ein neues Tor. 1591 wurde dieses Tor doch noch zerstört und das Langhaus wurde verkürzt. 1728 fiel der restliche Bau dem Stadtbrand zum Opfer.